# Jan Rubeš
Jan Rubeš, né le 6 juin 1920 à Volyně (Tchécoslovaquie) et mort le 29 juin 2009 à Toronto (Canada), est un acteur, musicien, producteur et réalisateur tchèque-canadien.
De 1950 jusqu'à son décès, il est marié à l'actrice canadienne d'origine tchèque Susan Douglas Rubeš (1925-2013).

## Filmographie

### comme acteur
- 1950 : Forbidden Journey (en) : Jan Bartik
- 1963 : The Incredible Journey : Carl Nurmi
- 1970 : Castle Zaremba (série télévisée) : Col. Kazimir Zaremba
- 1975 : Guess What? (série télévisée) : Host
- 1975 : Lions for Breakfast : Ivan
- 1977 : Deadly Harvest : Swenson
- 1980 : Mr. Patman : Vrakatas
- 1981 : Utilities : Mort
- 1981 : L'Homme de Prague (The Amateur) : Kaplan
- 1981 : Au-delà de cette limite votre ticket n'est plus valable (Your Ticket Is No Longer Valid) : le psychiatre
- 1982 : Little Gloria... Happy at Last (TV)
- 1983 : Vanderberg (série télévisée) : Lewis Vanderberg
- 1984 : Charlie Grant's War (TV) : Jacob
- 1985 : Murder: By Reason of Insanity (TV) : Giorgi Denerenko
- 1985 : Witness: Témoin sous surveillance (Witness) : Eli Lapp
- 1985 : Meurtre dans l'espace (en) (Murder in Space) (TV) : Gregory Denarenko
- 1985 : Kane and Abel (feuilleton TV) : The Polish Consul
- 1985 : One Magic Christmas : Santa Claus
- 1986 : The Marriage Bed (TV) : Max Ehrlich
- 1986 : Crossings (feuilleton TV) : Isaac Zimmerman
- 1987 : Froid comme la mort (Dead of Winter) : Dr Joseph Lewis
- 1988 : No Blame (TV) : Dr Bloomer
- 1988 : The Outside Chance of Maximilian Glick : Augustus Glick
- 1988 : Something About Love : Stan Olynyk
- 1988 : Two Men (TV) : Michael Barra
- 1988 : Blood Relations : Andreas
- 1988 : The Kiss : Gordon Tobin
- 1989 : Divided Loyalties
- 1989 : Cold Front : Zoubov
- 1989 : Blind Fear : Lasky
- 1989 : Les Experts (The Experts) : Illyich
- 1990 : The Garden (TV)
- 1990 : Heidi - Le Sentier du courage (Courage Mountain) : Grandfather
- 1990 : The Amityville Curse (vidéo) : Priest
- 1990 : Max Glick (série télévisée) : Augustus Glick
- 1990 : Enquête mortelle (Descending Angel) (TV) : Bishop Dancu
- 1991 : Affaire non classée (Class Action) : Alexander Pavel
- 1991 : Trahie (Deceived) : Tomasz
- 1992 : By Way of the Stars (feuilleton TV) : Hausierer Nathan
- 1992 : On My Own : The Colonel
- 1992 : Devlin (TV) : Vittorio Di Fabrizi
- 1993 : Coming of Age (TV) : Tomas Havel
- 1994 : Mesmer : Prof. Stoerk
- 1994 : Lamb Chop and the Haunted Studio (TV) : Phantom
- 1994 : Boozecan : Pops
- 1994 : Les Oiseaux 2 (The Birds II: Land's End) (TV) : Karl
- 1994 : Les Petits champions 2 (D2: The Mighty Ducks) : Jan
- 1995 : Les Galons du silence (Serving in Silence: The Margarethe Cammermeyer Story) (TV) : Far
- 1995 : Un ménage explosif (Roommates), de Peter Yates : Bolek Krupa
- 1996 : X-Files (épisode Tunguska) : Vassily Peskow
- 1997 : Never Too Late (en) : Joseph
- 1997 : Inondations: Un fleuve en colère (Flood: A River's Rampage) (TV) : Jacob Gunderson
- 1997 : Bach Cello Suite #4: Sarabande : Dr Kassovitz
- 1997 : The Third Twin (TV)
- 1998 : The White Raven : Markus Strand
- 1998 : Rescuers: Stories of Courage: Two Couples (TV) : Hendrick De Vries (segment "Marie Taquet")
- 1998 : Le 'Cygne' du destin (Music from Another Room) : Louis Klammer
- 1999 : What Katy Did (TV) : Dr Reinhart
- 1999 : Nightmare Man : Evan Hannibal
- 1999 : La neige tombait sur les cèdres (Snow Falling on Cedars) : Ole Jurgensen
- 2000 : Fantômes d'amour (Believe) : Jason Stiles
- 2000 : Stargate SG-1, 1 épisode (TV) : Dr Nick Ballard
- 2000 : Le Village du père Noël (en) (The Christmas Secret) (TV)
- 2001 : Anthrax : Arthur Kowalski
- 2002 : The Burial Society (en) : Marvin Telekunsky
- 2003 : The Republic of Love : Strom
- 2004 : Daniel and the Superdogs : The Colonel
- 2005 : Ordre et Châtiment, le péché de nos pères (Our Fathers) (TV) : pape Jean-Paul II

### comme producteur
- 1997 : Never Too Late (en)

### comme réalisateur
- 1991 : How Eva Jenícková Danced Her Way to America (TV)